# Адамув-Дрвалевський
Адамув-Дрвалевський (пол. Adamów Drwalewski) — село в Польщі, у гміні Хинув Груєцького повіту Мазовецького воєводства.
Населення — 17 осіб (2011).
У 1975-1998 роках село належало до Радомського воєводства.

## Демографія
Демографічна структура станом на 31 березня 2011 року:
|          | Загалом | Допрацездатний вік | Працездатний вік | Постпрацездатний вік |
| -------- | ------- | ------------------ | ---------------- | -------------------- |
| Чоловіки | 5       | 1                  | 3                | 1                    |
| Жінки    | 12      | 0                  | 4                | 8                    |
| Разом    | 17      | 1                  | 7                | 9                    |